# Комаров (Стрыйский район)
Комаров (укр. Комарів) — село в Стрыйской городской общине Стрыйского района Львовской области Украины.
Население по переписи 2001 года составляло 428 человек. Занимает площадь 8,202 км². Почтовый индекс — 82440. Телефонный код — 3245.